# Ledningsrättslagen
Ledningsrättslagen, ledningsrättslag (1973:1144) är en svensk lag som ger rätt för juridiska personer som redan har ledning i fastighet, att dra ledningar genom fastigheter.  Med ledning menas samtliga former, såväl data- och telekommunikationsledning som vatten- och avloppsledningar.  Ledningsrätt kan även användas för att placera ut andra typer av kommunikationsanläggningar, till exempel basstationer för mobiltelefoni.  Härvid kan ledningsrätt begäras både på fastighet såväl som byggnad. 
Ledningsrätten beslutas av lantmäterimyndighet.